# Бозтеке, Махмут
Махмут Бозтеке (тур. Mahmut Bozteke; род. 1997, Шанлыурфа) ― турецкий параспортсмен-тхэквондист. Чемпион Паралимпийских игр 2020 в Париже, бронзовый призёр Паралимпийских игр 2020 в Токио.

## Биография
Родился 5 марта 1997 года в городе Шанлыурфа, Турция.
В одиннадцатилетнем возрасте его руки попали в хвостовой вал трактора, когда он работал в саду с фисташками. Руки Бозтеке были отрезаны в результате аварии, и он был госпитализирован на три с половиной месяца. У него была частичная ампутация рук, а ткани, взятые с его ног, позволили частично восстановить его руки в ходе пятнадцати операций.
Он был прикован к постели дома в течение года, восстанавливаясь после травмы и операций. Не имея рук, он научился выполнять свою повседневную работу ногами. Его познакомили с тхэквондо в спортзале провинциального управления молодежи и спорта в его районе по рекомендации физиотерапевта, который сказал ему: «Ты хорошо используешь ноги, я думаю, ты можешь заниматься тхэквондо». Во время учебы в средней школе имени Кануни Султана Сулеймана он участвовал в региональных соревнованиях по параплаванию в классе инвалидности S6.

## Спортивная карьера
В 2020 году стал чемпионом Турции по пара-тхэквондо до того, как выступил на международных соревнованиях.
Выиграл бронзовую медаль в категории инвалидности K44 в весовой категории до 61 кг на чемпионате Европы по пара-тхэквондо 2016 года, который проходил в Варшаве, Польша. На чемпионате мира по пара-тхэквондо 2017 года в Лондоне, Англия, он выиграл серебряную медаль в соревнованиях K44, вес 61 килограмм. Бозтеке выиграл золотую медаль в упражнении K44 61 килограмм на чемпионате пара-тхэквондо 2019 года в Бари, Италия.
На летних Паралимпийских играх 2020 в Токио Махмут Бозтеке завоевал одну из бронзовых медалей в весовой категории до 61 кг, победив в матче за третье место итальянца Антонино Боссоло.
На летних Паралимпийских играх 2024 года Бозтеке стал чемпионом в весовой категории до 63 кг, победив в четвертьфинале — израильского спортсмена Аднана Милада, в полуфинале — бразильца Натана Торкуато, в финале — монгольского тхэквондиста Ганбатына Болор-Эрдене.